# Jorge de Altinho
Jorge Assis de Assunção, conhecido como Jorge de Altinho (Olinda, 3 de junho de 1952), é um cantor e compositor brasileiro de Forró. Uma das músicas mais conhecidas do Nordeste brasileiro é composição sua e Petrucio Amorim "Confidencia" 
Nascido Jorge Assis de Assunção, na Rua Antonio Carlos Ferreira, 66, bairro de Salgadinho, de Olinda-PE. Filho de Anízio Brasilino de Assunção e Maria Assis de									Assunção, batizado na Igreja de São Judas Tadeu, no mesmo bairro.
Seu pai na época era proprietário de um posto de combustível, no bairro da Encruzilhada, em									Recife. Decidido à uma vida mais tranqüila mudou-se com a família para o									município de Altinho, onde passou a negociar com secos e molhados. 
Em Altinho, o menino Jorge iria passar uma infância típica da região. Banhos de									rios, no Una e Taquara, somente interrompidos com a ida ao Grupo Escolar Professor Francisco									Joaquim de Barros Correia. Querido pelos amigos, exercia liderança ao ponto de criar dois times de									futebol infantis: o Estrela e o Cruzeiro. O futebol foi e continua sendo uma das paixões de Jorge.
A música sempre o fascinou, ao ponto de copiar suas matérias escolares, ouvindo canções. Chamou									sua atenção "Menina Linda", de Renato e seus Blue Caps, sucesso dos Beatles, que por curiosidade									resolveu copiar a música inteira no caderno. Nascia involuntariamente seu envolvimento com a									música de forma definitiva e irrevogável. O tempo e os fatos iriam comprovar.
Quase diariamente sua turma tinha por hábito reunir-se sob os coqueiros do colégio para									acompanhar Zé Maria, filho de um grande seresteiro que residia em frente aquele local.									Certo dia, todos queriam ouvir o sucesso mundial "Menina Linda", mas ninguém conhecia a música									de cor, foi então que surgiu Jorge, com a letra escrita no caderno, um hábito que conservava nos									tempos do Barros Correia. Menino tímido, relutou em cantar sozinho. Queriam apreciar sua voz.									Cedeu à insistência e acabou cantando. Foi o primeiro aplauso que recebia em sua vida. Uma tarde									inesquecível para o sonhador Jorge e caíra as vestes da timidez.
A partir daí Jorge tomou gosto e o caderno ganhou novas cópias. Era sempre procurado todas as									vezes que o grupo se reunia para cantar músicas do momento. Um sinal do fã-clube que começava									o brotar.
Vieram as festas do colégio. Não poderia mudar a estrada que o destino havia lhe preparado.									Matriculou-se na escola de música do município, onde chegou a fazer parte da filarmônica. Esses									ensinamentos e o aprimoramento das lições de músicas em muito iriam lhe ajudar futuramente em									sua carreira.
Chega o início dos anos 70 e nesse clima de Jovem Guarda, criou o grupo musical The Big Boys, logo									depois uma pequena orquestra de frevos e por fim um conjunto de chorinho, denominado de:									Cavaco & Viola.
Separado apenas por 30 quilômetros de Caruaru, considerado um dos maiores caldeirões culturais									do Brasil, conviveu com os violeiros, aboiadores, coquistas, sanfoneiros, leitores de cordel,									emboladores, além dos artesanatos de palha, couro e barro, do mestre Vitalino, despertou									interesse pela música regional, manancial para suas músicas e fonte de permanente inspiração.									Em 1974, 
Somado a vivência acumulada e graças a sua percepção, começa a compor músicas ligadas as suas								raízes. 									
Seu primeiro disco seria gravado em 1980, pela Emi-Odeon, com 12 músicas de sua autoria.									O sucesso surgiria em 1982, quando gravou o seu segundo álbum, o antológico disco do chapéu,									que, por ter sido prensado o vinil em uma fábrica e a capa em outra, o disco chegou primeiro e a									repercussão foi tamanha que as pessoas levavam o disco para depois pegar a capa na loja. Alguns									improvisaram a capa com cartolina, o que lhe valeu destaque e um fato curioso: ter sido o primeiro									artista brasileiro a vender discos sem as capas.
Com mais experiência, lança em 1983, o disco Canto Livre, que trazia como grande novidade									elementos novos para o forró. Como tinha formação musical filarmônica									e ouvindo a orquestra do maestro Camarão, de Caruaru, resolveu resgatar a cultura interiorana									que são as filarmônicas que geralmente se apresentam nas festas das igrejas interioranas									acompanhando procissões, eventos cívicos, etc. Dessa fusão, adicionou o sax, o piston e trombone,									a sanfona, triângulo e zabumba, instrumentos básicos que compõem a música nordestina. Assim,									sem perder a originalidade ele foi pioneiro em introduzir os metais no forró.
A partir daí foi contratado pela RCA Victor, hoje BMG Ariola, onde ficou por 10 anos e gravou 16									discos, passando por algumas gravadoras como: Emi-Odeon, Sony, RGE, Paradox e Warner									Continental etc.
Ao longo de sua carreira ganhou o respeito e a estima de muitos amigos, como Chacrinha, que o convidou a participar de dezena de programas, resultando em vários discos de									ouro e o carinho de colegas a exemplo de Luiz Gonzaga, Dominguinhos, Alcymar Monteiro, Alcione, Raimundo Fagner,									Zé Ramalho, todos com participações especiais em seus discos.
Hoje, com 41 álbuns entre vinis e CD's, o artista reúne uma invejável bagagem musical, pois									percorreu todo o Norte e Nordeste Brasileiro, cantando e encantando em clubes, exposições,									festas de padroeiros, vaquejadas, aniversário de cidades, sempre com o mesmo entusiasmo do									início da carreira, levando sempre uma mensagem de otimismo e um recado de amor, com a marca									de seu balanço envolvente e com sua voz inconfundível.

## Discografia[2]
- 1980 - O Príncipe do Baião
- 1982 - Meu Cantar
- 1983 - Canto Livre
- 1984 - Vida Viola
- 1985 - Nem que Pare o Coração
- 1986 - Clima de Festa
- 1987 - Calor de Verão
- 1988 - Cor e Brilho
- 1989 - Como Eu Quero
- 1990 - Sabor Brasil
- 1991 - Jorge de Altinho
- 1992 - Nas Águas Tropicais
- 1993 - Nas Asas do Destino
- 1994 - Caliente
- 1995 - Jorge de Altinho
- 1996 - Com Você na Cabeça
- 1998 - Jorge de Altinho
- 1998 - Nem a Lua Quer Me Ver
- 1999 - Jorge de Altinho
- 2000 - Ao Vivo
- 2001 - De Volta pra Casa
- 2002 - Canta o Trio Nordestino
- 2003 - Cantigas de Vaquejada
- 2003 - No Balanço da Rede
- 2004 - Acústico
- 2004 - As Marchinhas Juninas de Jorge de Altinho
- 2005 - Coração Nordestino
- 2005 - Ao Vivo (CD/DVD)
- 2010 - Dois Eus
- 2012 - 100 anos de Gonzagão
- 2016 - Nativo
- 2018 - Eita, Coração
- 2023 - Versátil